# Seyhan (fiume)

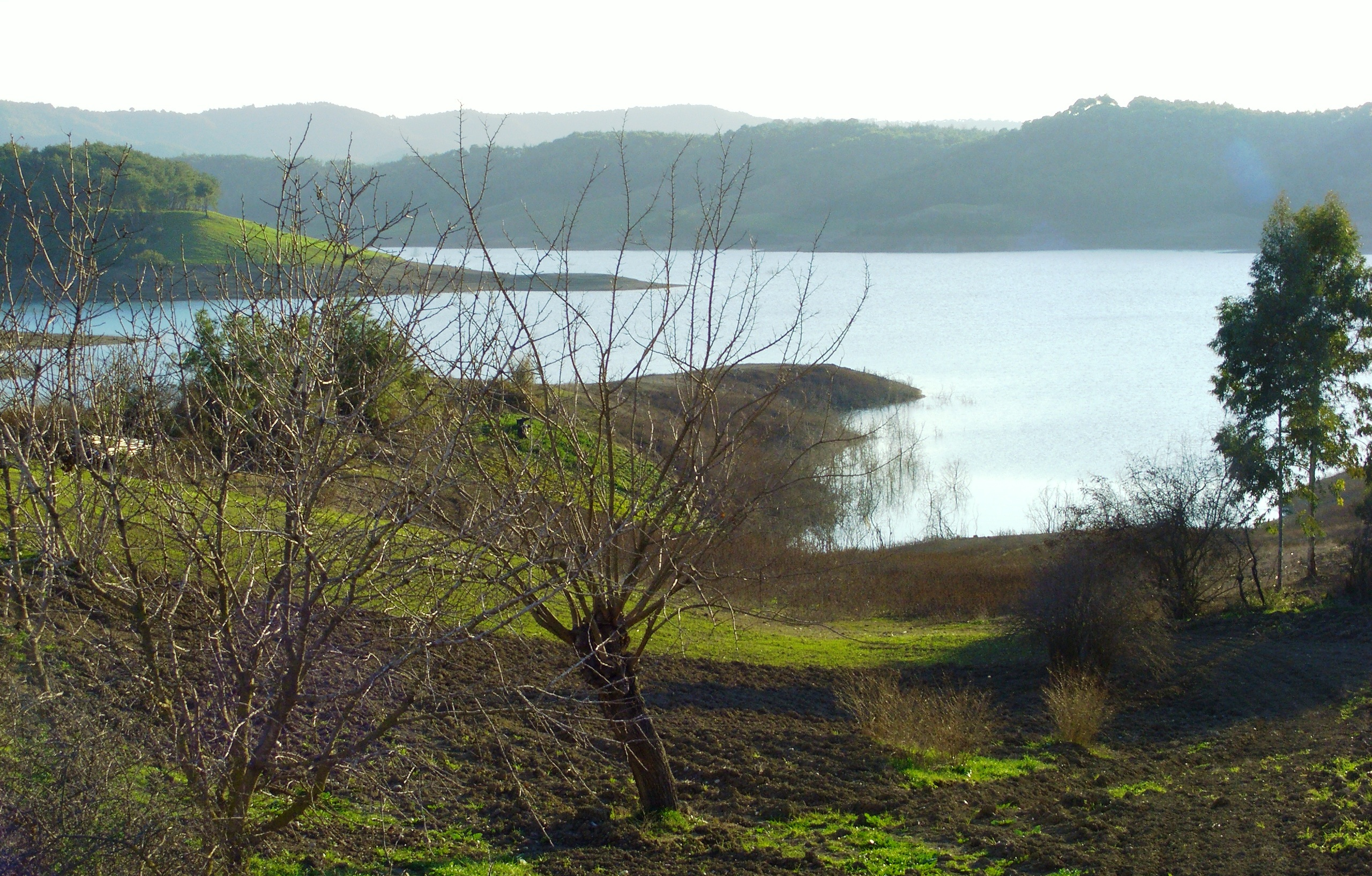
Il bacino artificiale creato dalla Diga di Çatalan sul fiume Seyhan, a nord della città di Adana alla quale fornisce l'acqua potabile; si trova a due chilometri dal grande bacino creato dalla diga del Seyhan.

Il Seyhan (anche Seihan o Sihun) è un fiume della Turchia che scorre per 560 chilometri nell'Anatolia sud-orientale.

## Geografia
Il fiume ha origine dalla confluenza dei fiumi Göksu e Zamantı che nascono entrambi sui Monti Tahtali ((TR)  Tahtalı Dağları), province di Sivas e Kayseri,  nella catena dell'Anti-Tauro.
Scorre verso sud-ovest dai suoi tributari, nella Provincia di Adana, e sfocia con un ampio delta nel Mediterraneo, ad est di Mersin.
A circa 50 chilometri dalla foce, sulla sua riva destra (ovest), si estende la città di Adana, dove il fiume è attraversato dal grande Ponte in pietra di Adana, costruito nel II secolo.
A monte della città la più importante diga di Seyhan crea l'omonimo bacino artificiale, di 90 km², che serve per irrigazione, energia idroelettrica e prevenzione delle inondazioni.
Anticamente veniva chiamato Sarus e la sua pianura Cilicia piana. Attualmente il fiume entra in mare poco più a sud di Tarso, ma ci sono chiare indicazioni che una volta si univa al Pyramus (attuale Jihun), e che i fiumi uniti si dirigevano verso il mare ad ovest di Kara-tash.